# Zaporiźki Morżi Zaporoże
Zaporiźki Morżi Zaporoże (ukr. Хокейний клуб «Запорізькі Моржі» Запоріжжя) – ukraiński klub hokejowy z siedzibą w Zaporożu.

## Historia
Klub został założony jako Zaporiźki Morżi Zaporoże lub Zaporożskije Morży Zaporoże (ros. «Запорожские Моржи» Запорожье).
Od sezonu 2008/09 występuje w ukraińskiej Wyższej Lidze.

## Sukcesy
- 5 miejsce we Wschodniej Dywizji Mistrzostw Ukrainy (1 raz): 2009